# Henry Drisler

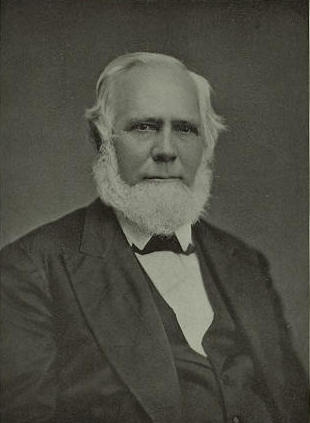
Henry Drisler

Henry Drisler (* 27. Dezember 1818 auf Staten Island; † 30. November 1897 in New York City) war ein US-amerikanischer Klassischer Philologe.

## Leben
Drisler absolvierte 1839 das Columbia College, unterrichtete vier Jahre lang klassische Altertumswissenschaften an der Columbia Grammar School und wurde dann zum Tutor für Classics am College ernannt. 1845 wurde er dort außerordentlicher Professor für Latein und Griechisch und 1857 an den neuen separaten Lehrstuhl für lateinische Sprache und Literatur berufen. Zehn Jahre später folgte er auf Charles Anthon als Jay-Professor für griechische Sprache und Literatur.

## Schriften (Auswahl)
- Bible View of Slavery by John H. Hopkins, D. D., Bishop of the Diocese of Vermont. New York 1863.
- Principia latina. Part 1. A first Latin course. New York 1863.